# Крестовоздвиженская церковь (Могилёв)
Крестовоздви́женская це́рковь (Це́рковь Воздви́жения Креста́ Госпо́дня) — храм в городе Могилёве, в переулке Брюсова, 2 (Задубровенская часть города, над Быховским рынком). Размещён рядом с Крестовоздвиженским собором. Памятник архитектуры барокко и ретроспективно-русского стиля.

## История
Здание церкви, возведённое из кирпича в XVII веке, изначально являлась жилым домом. Перестройка под православную церковь произошла в середине XIX века. Некоторые литературные источники упоминают её как Борисо-Глебскую церковь.
По данным 2015 года, является крестильным храмом при Крестовоздвиженском соборе.

## Архитектура
Первоначально здание храма, разделённое стеной на два разновеликих помещения, являлось одноэтажным квадратным в плане строением с завершением в виде четырехскатной крыши. Асимметричный характер в композицию здания был привнесён во второй половине XIX века. Это проявилось в перестройке половины восточной стены в трёхгранную апсиду и пристройке к западной стене двухъярусной шатровой звонницы-притвора (с тамбуром) с завершением в виде маковки на восьмерике и с арочными проёмами во втором ярусе. Шатёр звонницы невысокий. Местом возведения двухъярусного деревянного барабана (восьмерик на четверике), увенчанного луковичным куполом, является конёк вальмовой крыши. Для расчленения гладких, плоскостных оштукатуренных фасадов, опоясанных по периметру карнизным поясом (плоским фризом), применены врубные прямоугольные оконные проёмы без наличников. В декоре фасадов прослеживается применение растительного орнамента в технике сграффито и фресковой росписи; фрагментально сохранились на южной стене. По другим данным, были покрыты слоями краски и не сохранились. Растительный орнамент, выполненный по сырой штукатурке, был сделан по белорусским народным мотивам. Некоторые исследователи указывают, что такие черты декора, как растительный орнамент, фреска южной стены, широкий карниз в верхней части стены, характерны для XVII века, как и другие сохранившиеся особенности зодчества. Интерьер храма асимметричен. Под зданием храма находятся подземелья

## Оценки
По мнению исследовательницы Чернявской Т. И., «стены этого дома украшают чудесные декоративные мотивы: по сырой штукатурке прорисованы узоры наподобие кружев, что придаёт необыкновенную живописность этому небольшому строению».

## Комментарии
1. ↑  Иногда указывается, что прямоугольная апсида была пристроена к стене. См.: Борисоглебские церкви // Могилёв: Энцикл. словарь / Редкол. И. П. Шамякин (гл. ред.) и др.. — Минск: БелСЭ, 1990. — С. 102. — 472 с. — ISBN 5-85700-028-9.
2. ↑  В то время как для первого яруса звонницы решение было найдено в виде тамбура, на втором находятся колокола. См.: Барысаглебская царква // Збор помнікаў гісторыі і культуры Беларусі. Магілёўская вобласць. — Минск: БелСЭ, 1986. — С. 52. — 408 с. — 5500 экз.
3. ↑  Иногда указывается, что фресковая роспись содержала в себе орнаментальные растительные изображения. См.: Борисоглебские церкви // Могилёв: Энцикл. словарь / Редкол. И. П. Шамякин (гл. ред.) и др.. — Минск: БелСЭ, 1990. — С. 102. — 472 с. — ISBN 5-85700-028-9.

### На русском языке
- Борисенко Н. С. Могилевщина — мой любимый Приднепровский край: сборник экскурсий. Ч. 1—2. — Могилёв: Могилевская областная укрупненная типография имени Спиридона Соболя, 2007. — С. 662. — 831 с. — ISBN 978-985-6848-05-9.
- Борисоглебские церкви // Могилёв: Энцикл. словарь / Редкол. И. П. Шамякин (гл. ред.) и др.. — Минск: БелСЭ, 1990. — С. 102. — 472 с. — ISBN 5-85700-028-9.

### На белорусском языке
- Барысаглебская царква // Збор помнікаў гісторыі і культуры Беларусі. Магілёўская вобласць. — Минск: БелСЭ, 1986. — С. 52. — 408 с. — 5500 экз.
- Кулагін А. М. Праваслаўныя храмы Беларусі : энцыклапедычны даведнік. — Минск: БелЭн, 2007. — С. 244. — ISBN 978-985-11-0389-4.
- Кулагін А. М. Праваслаўныя храмы на Беларусі : энцыклапедычны даведнік. — Минск: БелЭн, 2001. — С. 121. — 328 с. — ISBN 985-11-0190-7.
- Лаўрэцкі Г. А. Магілёўскія Барысаглебскія цэрквы // Архітэктура Беларусі. — Минск: БелЭн, 1993. — С. 291. — 620 с. — ISBN 5-85700-078-5.
- Лаўрэцкі Г. А. Магілёўскія Барысагле́бскія цэ́рквы // Беларуская энцыклапедыя: У 18 т. Т. 9: Кулібін — Малаіта (бел.) / Рэдкал.: Г. П. Пашкоў і інш. — Мінск: БелЭн, 1999. — С. 472. — 10 000 экз. — ISBN 985-11-0155-9.
- Чарняўская Т. I. Архітэктура Магілёва. З гісторыі планіўрокі і забудовы горада. — Минск: Навука і тэхніка, 1973. — С. 15.